# Американський золотий орел
Американський золотий орел (англ. American Gold Eagle, American Eagle Gold Bullion Coins) — інвестиційні монети США. Випуск монет цієї серії розпочато в 1986 на підставі Монетного акта 1985. В даний час "Американський золотий орел" - одна з найпопулярніших і найпоширеніших золотих інвестиційних монет у США.
Дизайн монет залишається незмінним протягом усього періоду випуску. Залежно від маси золота випускається у чотирьох номіналах: 5, 10, 25, 50 доларів США. Монети здебільшого випускаються з якістю карбування анциркулейтед («АЦ»), але також є обмежені випуски в покращеній якості «пруф» для колекціонерів.
Аверс монет є зображенням жінки, що символізує Свободу, яка тримає в правій руці смолоскип, а в лівій — оливкову гілку (символ світу). Жінка знаходиться в променях сонця, на задньому плані розташована будівля вашингтонського Капітолія. По краю монети викарбувано 50 зірок (за кількістю штатів) та напис «LIBERTY». Праворуч на аверсі монети вказано рік карбування, який до 1991 зазначався римськими цифрами.
На реверсі зображено орел, що сідає в гніздо до орлиці з пташенятами. Над орлом розташований напис "UNITED STATES OF AMERICA". Зліва та праворуч від гнізда розташовані написи «E Pluribus Unum» (з лат. - "З багатьох єдине"), і "In God We Trust" (з англ. - «На Бога уповаємо»). Під гніздом вказаний номінал монети, вага монети та напис «FINE GOLD» (чисте золото).
Для виготовлення монет використовується золото з пробою металу 916,7, яке видобувають лише США. Як домішки до золота додають 3 % срібла і 5,33 % міді, що робить монету більш зносостійкою. Завдяки міді «Золотий Орел» має трохи червонуватий відтінок.
Номінали монет носять суто символічний характер, оскільки її вартість змінюється залежно від курсу золота світових товарних біржах. Так, станом на 24 лютого 2017 монети 2016 номіналом 50 доларів продавалися за ціною 1560 доларів.
Характеристики інвестиційної монети «Американський золотий орел»:
| Номінал | Якість карбування | Проба металу | Маса монети, грам | Маса чистого золота, грам | Діаметр, мм | Товщина монети, мм |
| ------- | ----------------- | ------------ | ----------------- | ------------------------- | ----------- | ------------------ |
| 50 $    | UNC               | 916,7        | 33,93             | 31,1035                   | 32,7        | 2,87               |
| 25 $    | UNC               | 916,7        | 16,965            | 15,5517                   | 27          | 2,15               |
| 10 $    | UNC               | 916,7        | 8,483             | 7,7759                    | 22          | 1,78               |
| 5 $     | UNC               | 916,7        | 3,393             | 3,1103                    | 16,5        | 1,26               |

## Галерея

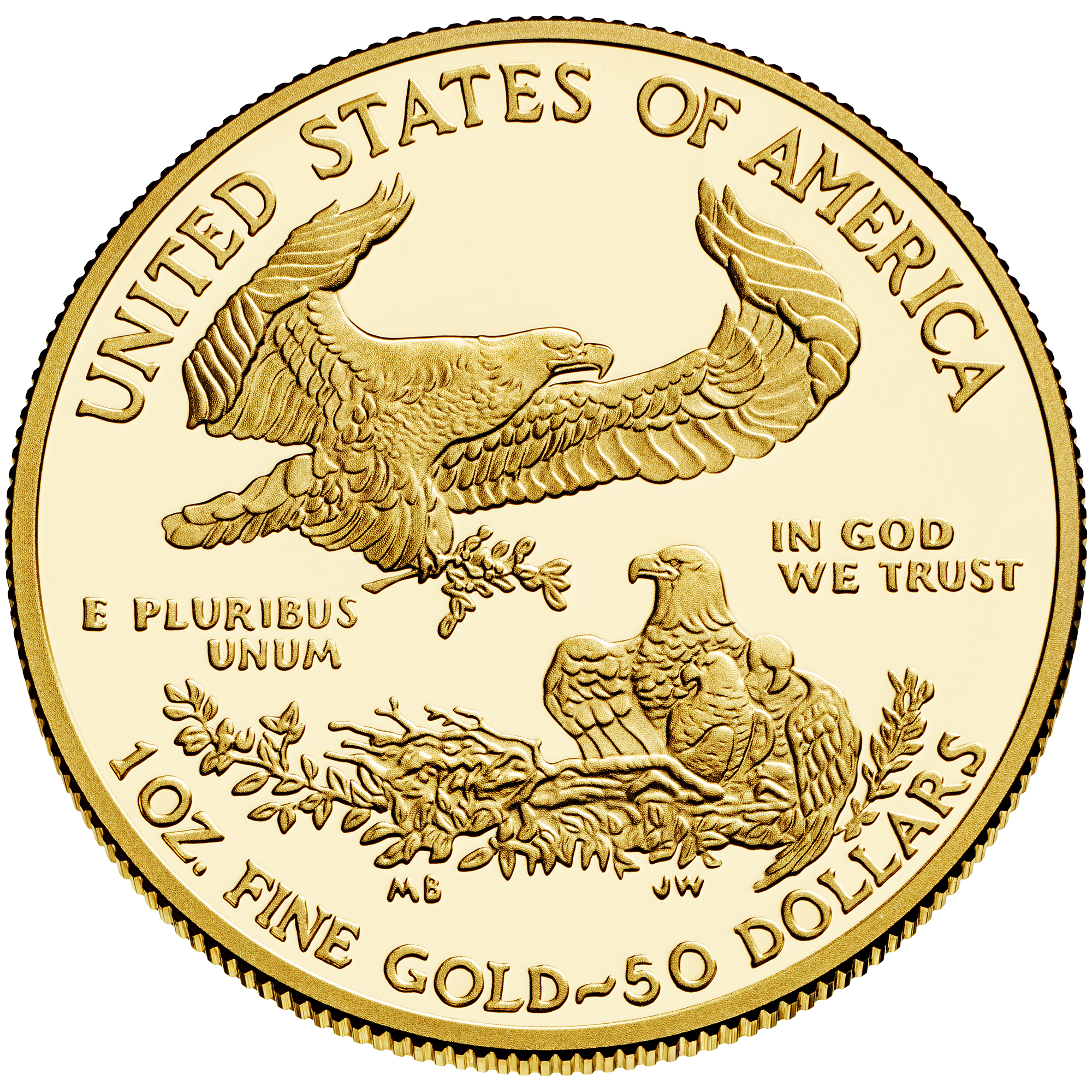
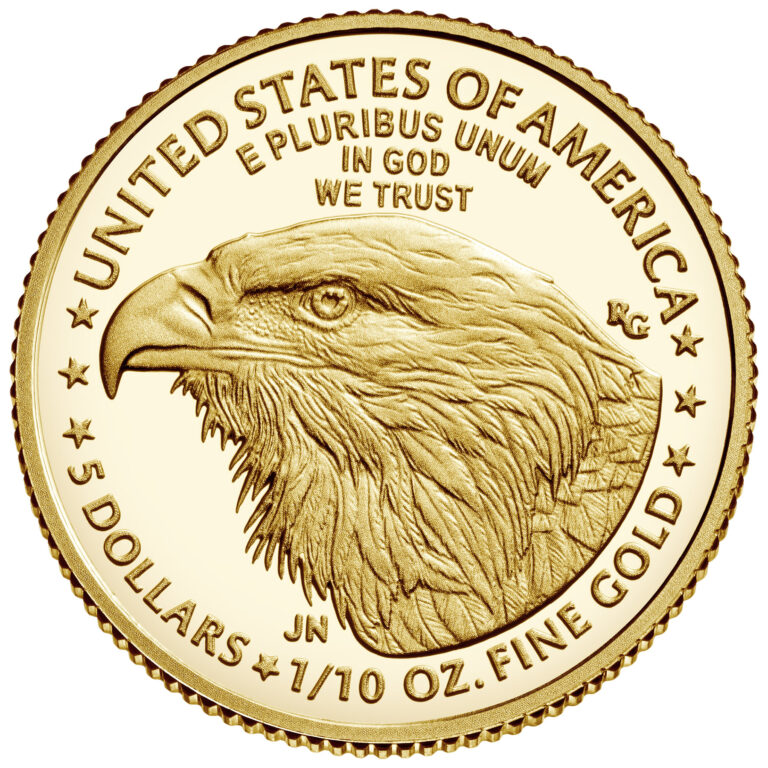
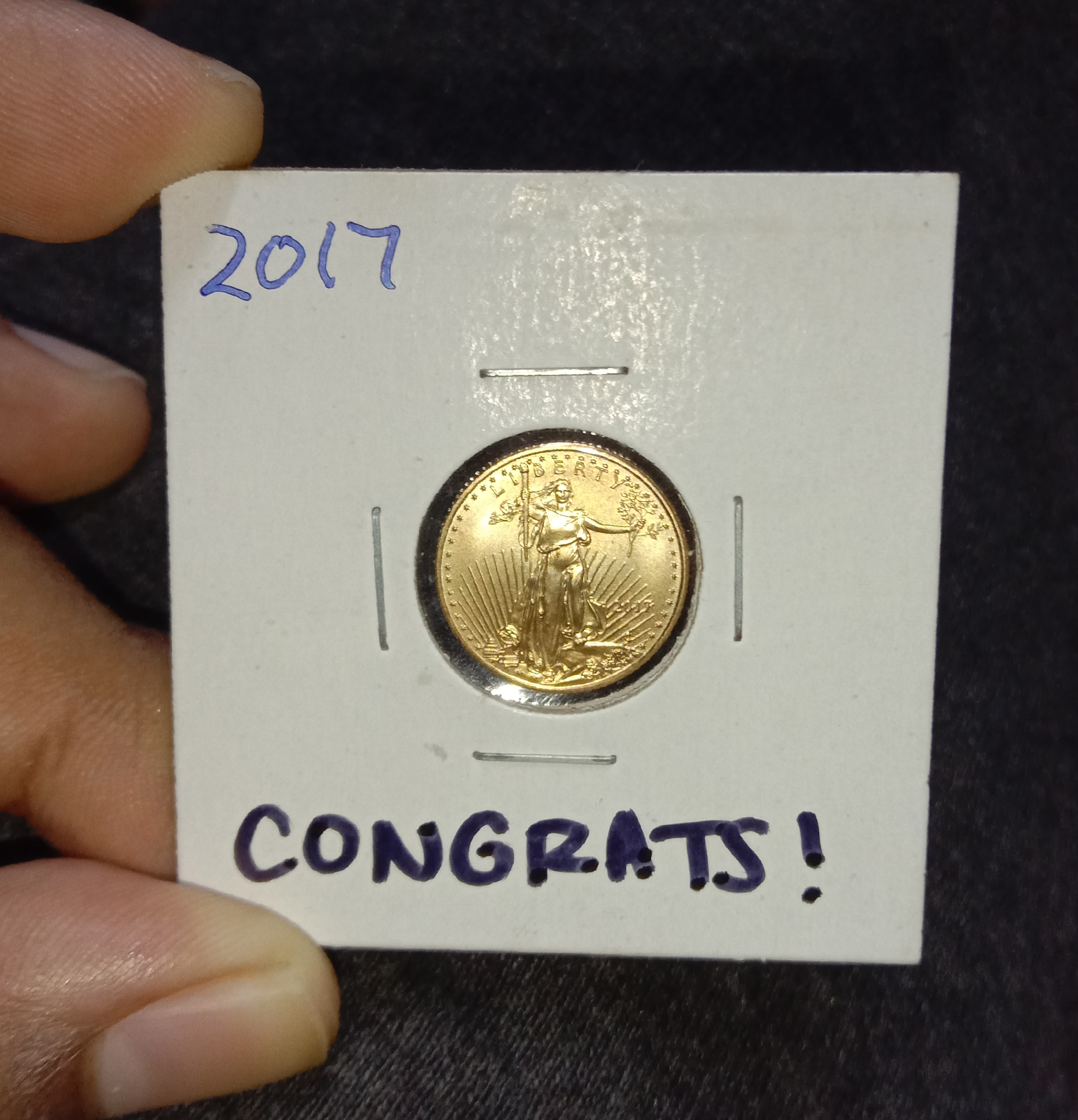